# John Gerard Noonan
John Gerard Noonan (Limerick, 26 febbraio 1951) è un vescovo cattolico irlandese naturalizzato statunitense, dal 23 ottobre 2010 vescovo di Orlando.

## Biografia
John Gerard Noonan è nato a Limerick, in Irlanda, l'11 giugno 1962 da John Noonan (?-1º aprile 1962) e Margaret Purcell (?-13 ottobre 1995).

### Formazione e ministero sacerdotale
Ha frequentato la scuola primaria alla Saint Patrick's Parochial School e al Crescent College e la secondaria al Mungret College a Limerick. A 18 anni si è trasferito a New York per studiare alla Fordham University. In seguito si è trasferito alla Florida Atlantic University di Boca Raton. Ha studiato filosofia presso il Saint John Vianney College Seminary di Miami e teologia presso il seminario regionale "San Vincenzo de' Paoli" a Boynton Beach. Nel 1996 ha conseguito il Masters Degree in educazione presso il Boston College.
Il 23 settembre 1983 è stato ordinato presbitero per l'arcidiocesi di Miami. In seguito è stato vicario parrocchiale della parrocchia di Santa Elisabetta a Pompano Beach dal 1983 al 1989; cappellano per la pastorale della gioventù della contea di Broward dal 1985 al 1989; decano degli studenti del Saint John Vianney College Seminary di Miami dal 1989 al 1993; direttore assistente della scuola secondaria "Monsignor Pace" dal 1993 al 1994; direttore della scuola secondaria "San Brendan" dal 1994 al 1996 e presidente-rettore del Saint John Vianney College Seminary a Miami dal 1996 al 2005.
È stato anche direttore dell'ufficio arcidiocesano per la vita e il ministero sacerdotale e membro del consiglio di revisione per il diaconato permanente, del consiglio presbiterale, del consiglio per il personale presbiterale e del collegio dei consultori.
Nel 2001 è stato nominato cappellano di Sua Santità.

### Ministero episcopale
Il 21 giugno 2005 papa Benedetto XVI lo ha nominato vescovo ausiliare di Miami e titolare di Bonusta. Ha ricevuto l'ordinazione episcopale il 24 agosto successivo nella cattedrale di Santa Maria a Miami dall'arcivescovo metropolita di Miami John Clement Favalora, co-consacranti i vescovi ausiliari della stessa arcidiocesi Agustín Alejo (Aleido) Román Rodríguez e Felipe de Jesús Estévez.
Nel maggio del 2012 ha compiuto la visita ad limina.
Il 23 ottobre 2010 lo stesso pontefice lo ha nominato vescovo di Orlando. Ha preso possesso della diocesi il 16 dicembre successivo con una cerimonia nella basilica del santuario nazionale di Maria Regina dell'Universo.
Nel febbraio del 2020 ha compiuto una seconda visita ad limina.
Monsignor Noonan funge da delegato episcopale per i Volontari cattolici in Florida, un'organizzazione dedicata a fornire alle persone di tutte le fedi l'opportunità di fare volontariato per un anno e di vivere la loro fede servendo le diverse esigenze della gente della Florida. I volontari cattolici lavorano per la giustizia e la pace, trasformando la comunità che servono oltre a se stessi.
Nel settembre del 2012 è stato nominato membro del gruppo di lavoro della Conferenza dei vescovi cattolici degli Stati Uniti che ha seguito le questioni chiave emerse durante la revisione decennale del documento sull'applicazione della costituzione apostolica Ex Corde Ecclesiae negli Stati Uniti. Il 15 agosto 1990 papa Giovanni Paolo II ha pubblicato una costituzione apostolica sull'istruzione superiore cattolica intitolata Ex Corde Ecclesiae. Essa descrive l'identità e la missione dei college e delle università cattoliche e fornisce norme generali per contribuire a realizzare la sua visione. In un documento del 2001, The Application of Ex Corde Ecclesiae for the United States, i vescovi degli Stati Uniti si sono impegnati in una revisione decennale per fornire uno strumento di riferimento sia ai vescovi che ai presidenti degli istituti cattolici di istruzione superiore. La revisione è stata condotta in uno spirito di comunione ecclesiale, per apprezzare gli sviluppi positivi e le sfide rimanenti negli sforzi di collaborazione e per garantire l'attuazione del documento pontificio negli Stati Uniti.
Il vescovo Noonan ha fatto parte del comitato per il clero, la vita consacrata e le vocazioni della Conferenza dei vescovi cattolici degli Stati Uniti come collegamento con la National Association of College Seminaries (NACS). Il comitato assiste i vescovi, sia collettivamente che individualmente, nel promuovere, sostenere ed educare sui bisogni pastorali della Chiesa e sulle preoccupazioni per il sacerdozio, il diaconato e la vita consacrata all'interno di comunità culturalmente diverse degli Stati Uniti; e nell'affrontare questioni riguardanti la vita e il ministero dei vescovi. Il comitato elabora documenti e fornisce risorse adeguate per promuovere l'efficace ministero dello stato clericale, della vita consacrata e delle vocazioni.
In seno alla Conferenza episcopale è stato anche membro del comitato per la tutela dei bambini e dei giovani e del consiglio per il Collegio americano a Lovanio in rappresentanza della regione ecclesiastica XIV.
Ha anche lavorato con il Comitato cattolico del Sud (CCS), una rete di leader della Chiesa, vescovi, operatori sul campo e laici impegnati in favore di coloro che lottano per rivendicare rispetto e dignità umana. La missione del CCS è ascoltare il grido dei popoli in lotta, identificare le ingiustizie, portare la voce del Vangelo e incoraggiare la comunità di fede ad agire. È stata fondata nel 1939 per affrontare questioni legate alla terra, al lavoro e alla razza.
Nell'agosto del 2016 il vescovo Noonan è stato invitato a prestare servizio nella Task Force to Promote Peace in our Communities.. L'arcivescovo Wilton Daniel Gregory ha presieduto questo comitato quando era arcivescovo di Atlanta.
Parla inglese, gaelico e spagnolo.

## Genealogia episcopale
La genealogia episcopale è:
- Cardinale Scipione Rebiba
- Cardinale Giulio Antonio Santori
- Cardinale Girolamo Bernerio, O.P.
- Arcivescovo Galeazzo Sanvitale
- Cardinale Ludovico Ludovisi
- Cardinale Luigi Caetani
- Cardinale Ulderico Carpegna
- Cardinale Paluzzo Paluzzi Altieri degli Albertoni
- Papa Benedetto XIII
- Papa Benedetto XIV
- Papa Clemente XIII
- Cardinale Marcantonio Colonna
- Cardinale Giacinto Sigismondo Gerdil, B.
- Cardinale Giulio Maria della Somaglia
- Cardinale Carlo Odescalchi, S.I.
- Cardinale Costantino Patrizi Naro
- Cardinale Lucido Maria Parocchi
- Papa Pio X
- Cardinale Gaetano De Lai
- Cardinale Raffaele Carlo Rossi, O.C.D.
- Cardinale Amleto Giovanni Cicognani
- Cardinale Pio Laghi
- Arcivescovo John Clement Favalora
- Vescovo John Gerard Noonan

## Araldica
| Stemma | Titolare                              | Descrizione |
|        | John Gerard Noonan Vescovo di Orlando | Partito: Al primo di rosso, alla lettera P d'oro crociata nell'asta, addestrata nel capo da una conchiglia d'argento e sinistrata nella punta da un fiore d'arancio dello stesso, bottonato d'oro e punteggiato di verde, al capo d'argento al giglio d'azzurro; al secondo d'oro, alla croce ancorata di nero, accantonata in punta da due fasci di lavanda al naturale, alla cappa destra di rosso, al pellicano con la sua pietà d'argento, alla cappa sinistra d'argento alla fenice nella sua immortalità di rosso nimbata d'oro, sul cuore uno scudetto d'argento caricato da due bisacce di nero in decusse e sovraccaricato dalla palma al naturale, attraversante sulla cappatura. Ornamenti esteriori da vescovo. Un ulteriore ricordo dell'Irlanda, paese natale del vescovo, consiste nel cuore coronato posto all'incrocio tra i bracci della croce. Esso ricorda il Claddagh Ring, un anello di fidanzamento irlandese. Motto: "God before me and God with me" ("Dio prima di me e Dio con me"). |